# Anna Predleus
Anna Predleus (* 11. Februar 1978) ist eine deutsche Synchronsprecherin.

## Leben
Predleus kam im Jahr 1978 zur Welt. Sie wurde bereits als junges Mädchen als Synchronsprecherin eingesetzt. Sie lieh ihre Stimme unter anderem Doris Trembley aus der Serie Neds ultimativer Schulwahnsinn und war in einigen Zeichentrickserien zu hören. Sie war bis 2008 regelmäßig als Sprecherin aktiv und sprach insgesamt 76 Rollen ein.
Nach einem erfolgreichen Abschluss ihres ersten Studiums (Deutsch als Fremdsprache) war sie mehrere Jahre im Ausland (Mexiko, Spanien) als Lehrerin tätig.
Ihr zweites Studium (Lehrerin für Grundschulpädagogik) hat sie im Jahre 2016 abgeschlossen. 
Sie spricht Deutsch, Englisch, Russisch und Spanisch.

## Synchronisation

### Animationsserien
- 1991: Huckleberry Finn … als Katie
- 1995: Setons Welt der Tiere … als Hulda und Nora
- 1995–2001: Sophie und Virginie … als Chrissi
- 1999–2002: Angela Anaconda … als Gina Lash
- 2000: Simsalabim Sabrina … als Gemini Stone
- 2001: Digimon 02 … als Jun Motomiya
- 2005–2006: Paranoia Agent … als Kamome
- 2005–2006: Planetes … als Vanli
- 2005–2007: W.i.t.c.h. … als Cornelia Hale
- 2006: Magister Negi Magi … als Fumika Narutaki
- 2006–2007: Tsubasa Chronicle … als Kotoko
- 2006–2008: Bratz … als Kristee
- 2007–2008: xxxHOLiC … als Moro
- 2008: Magister Negi Magi Negima!? … als Fumika Narutaki und Fuuka Narutaki
- 2008: Die Melancholie der Haruhi Suzumiya … als Tsuruya

### Fernsehserien
- 1991: Hawaii 5-0 … als Beth Sprague
- 1988: Der Denver-Clan … als Krystina Carrington
- 1991: Raumschiff Enterprise – Das nächste Jahrhundert … als Katie (1x17)
- 1995: Emergency Room – Die Notaufnahme … als Shandra Freeman
- 1998: Gänsehaut – Die Stunde der Geister (1. Synchro) … als Terri Sadler und Mindy Burton
- 2006–2008: Neds ultimativer Schulwahnsinn … als Doris Trembly
- 2005: Cold Case – Kein Opfer ist je vergessen … als Rita Baxter
- 2006: Navy CIS … als Mina Campbell
- 2007: Ghost Whisperer – Stimmen aus dem Jenseits … als Grufti-Mädchen (2x15)

### Filme
- 1987: Der Weiße Hai 4 – Die Abrechnung … als Thea Brody
- 1988: Die Vorleserin … als Coralie
- 1989: Eine Wahnsinnsfamilie … als Taylor Buckman
- 1990: Total Recall – Die totale Erinnerung … als Mutantentochter
- 1991: Curly Sue – Ein Lockenkopf sorgt für Wirbel … als Curly Sue
- 1994: Die letzte Kriegerin … als Polly Heke
- 1995: Waterworld … als Enola
- 1996: Die Brady Family 2 … als Cindy Brady
- 2004: Plötzlich verliebt … als Yancy
- 2010: Das Verschwinden der Haruhi Suzumiya … als Tsuruya